# لوروا ديكسون
لوروا ديكسون (بالإنجليزية: Leroy Dixon)‏ هو منافس ألعاب قوى أمريكي، ولد في 20 يونيو 1983 في ساوث بند في الولايات المتحدة.

## وصلات خارجية
- لوروا ديكسون على موقع الاتحاد الدولي لألعاب القوى (الإنجليزية)
- لوروا ديكسون على موقع الدوري الماسي (الإنجليزية)
- لوروا ديكسون على موقع أوليمبيديا (الإنجليزية)